# Доктрина
Доктрина е учение или философска теория, която се ръководи от система от научни, политически и икономически възгледи и принципи.
Доктрините могат да бъдат религиозни, правни или военни.
- Военна доктрина - свързана е с отбраната на страната и националната сигурност. Тя трябва да предвижда система от действия във вид на стратегия и тактика за реагиране при различни видове опасност и да организира подготовката на армията или по-общо казано да осигури защита на живота и собствеността на гражданите и гарантира свободата и суверинитета на дадената държава.
- Религиозна доктрина - базира се на определени религиозни догми, които в повечето случаи са някакви универсални Божи заповеди. Някои религиозни доктрини са миролюбиви, но други може да са агресивни.
- Правна доктрина – в нея са залегнали прогресивните държавнически традиции в световен мащаб.